# الانتخابات الرئاسية التركية 1993
الانتخابات الرئاسية التركية لسنة 1993 جرت بتاريخ 8 ماي إلى 16 منه 1993، حيث اجتمعت الجمعية الوطنية الكبرى لاختيار رئيس الجمهورية خلفا للرئيس توركوت أوزال الذي توفي في منصبه قبل إكمال مدته الرئاسية. ترشح 4 مرشحين للمنصب وهم رئيس الوزراء سليمان دميرل عن حزب الطريق الصحيح، و كامران بيلان الوزير السابق وعضو البرلمان عن منطقة هيزان عن حزب الوطن الأم، ولطفي دوغان عن حزب الرفاه، وإسماعيل جيم عن حزب الشعب الجمهوري. لم يحصل أحد منهم على أغلبية الثلثين على طول جولتين من التصويت، وفي جلسة 6 ماي الثالثة أسفر عن انتخاب سليمان دميرل كالرئيس التاسع للجمهورية التركية لفترة 7 سنوات.

## التصويت
| إنتخاب رئيس الجمهورية التركية 8 ماي إلى 16 ماي 1993 | إنتخاب رئيس الجمهورية التركية 8 ماي إلى 16 ماي 1993 | إنتخاب رئيس الجمهورية التركية 8 ماي إلى 16 ماي 1993 | إنتخاب رئيس الجمهورية التركية 8 ماي إلى 16 ماي 1993 | إنتخاب رئيس الجمهورية التركية 8 ماي إلى 16 ماي 1993 |
| --------------------------------------------------- | --------------------------------------------------- | --------------------------------------------------- | --------------------------------------------------- | --------------------------------------------------- |
| عدد أعضاء المجلس                                    | عدد أعضاء المجلس                                    | عدد أعضاء المجلس                                    | عدد أعضاء المجلس                                    | 450                                                 |
| الغائبون عن التصويت                                 | الغائبون عن التصويت                                 | الغائبون عن التصويت                                 | الغائبون عن التصويت                                 | 19                                                  |
| عدد الجولة ويوم الإقتراع                            | عدد الجولة ويوم الإقتراع                            | ج8/1ماي                                             | ج12/2ماي                                            | ج16/3ماي                                            |
| المترشح                                             | الإنتماء الحزبي                                     | النتيجة                                             | النتيجة                                             | النتيجة                                             |
| سليمان دميرل                                        | حزب الطريق الصحيح                                   | 234                                                 | 235                                                 | 244                                                 |
| كامران بيلان                                        | حزب الوطن الأم                                      | 46                                                  | 49                                                  | 47                                                  |
| لطفي دوغان                                          | حزب الرفاه                                          | 25                                                  | 25                                                  | 27                                                  |
| إسماعيل جيم                                         | حزب الشعب الجمهوري                                  | 18                                                  | 17                                                  | 14                                                  |
| إبـطـال الصـوت                                      | إبـطـال الصـوت                                      | 22                                                  | 22                                                  | 19                                                  |
| عدد الأعضاء الحاضرين للجلسة                         | عدد الأعضاء الحاضرين للجلسة                         | 422                                                 | 426                                                 | 431                                                 |